# Ernst Strohschneider
Ernst Strohschneider (Ústí nad Labem, 6 settembre 1886 – Motta di Livenza, 21 marzo 1918) è stato un aviatore austro-ungarico.
L'Oberleutnant Ernst Strohschneider fu un Asso dell'aviazione dell'Impero austro-ungarico durante la prima guerra mondiale. Fu accreditato con 15 vittorie aeree confermate quando era al comando simultaneo di due squadriglie da caccia. Morì in un incidente aereo il 21 marzo 1918.

## Biografia

### I primi anni
Ernst Strohschneider nacque il 6 settembre 1886 ad Aussig in Boemia (oggi Ústí nad Labem in Repubblica Ceca). Apparteneva al gruppo etnico dei Sudeti e la sua famiglia era benestante. Scelse di intraprendere la carriera militare e si arruolò in fanteria. Fu nominato sottotenente della riserva nel gennaio 1913. All'inizio della prima guerra mondiale prestò servizio presso il 28º reggimento di fanteria sul fronte serbo.

### Prima guerra mondiale
Strohschneider fu ferito da un proiettile nella tibia all'inizio della guerra, il 28 agosto 1914. Dopo l'ospedalizzazione, fu assegnato a un'unità di Guardie, il 42º reggimento di fanteria sul fronte russo. Andò in una battaglia invernale sulle alture di Chryszcata nei Carpazi e subì una ferita al ginocchio il 9 febbraio 1915. Tornò dall'ospedale dopo questa ferita per comandare una sezione di mitragliatrici. Il 19 settembre 1915 fu ferito per la terza volta e catturato dai russi fuggendo verso linee amiche. Dopo la convalescenza, è stato poi valutato non idoneo dall'esercito per ulteriori servizi.
Si è unito al Kaiserliche und Königliche Luftfahrtruppen ed è stato addestrato come osservatore aereo presso la Flight School degli ufficiali di Wiener Neustadt nel marzo 1916. È stato assegnato alla Flik 23 di Heinrich Kostrba in Alto Adige, dove la sua prima vittoria non è stata confermata. I suoi voli di ricognizione lunghi e pericolosi in profondità nel territorio nemico e le sue missioni di bombardamento volando attraverso il pesante fuoco antiaereo.
Una volta trasferito alla Flik 28 lungo l'Isonzo, si è formato come pilota, tornando a Wiener-Nieustadt. Mentre frequentava la scuola, insegnava agli allievi osservatori. Si è qualificato come pilota il 30 dicembre 1916 ed ha ricevuto il certificato di pilota austriaco n. 596 il 30 gennaio 1917. Il nuovo pilota è stato assegnato alla Flugegeschwader I sulla linea dell'Isonzo. Qui lui e Julius Arigi volarono come scudieri ai bombardieri dell'unità e Strohschneider consegue le sue prime due vittorie nonostante una certa mancanza di precisione nei controlli, dato che il 17 aprile 1917 distrusse l'Hansa-Brandenburg D.I numero di serie 28.08. Queste vittorie lo hanno fatto premiare con la Medaglia d'argento al merito militare con le spade e con la Medaglia di merito militare.
Strohschneider è stato poi trasferito dal suo incarico di destinazione generale ad una squadriglia da caccia a Prosecco (Trieste) quando è stato nominato secondo in comando della Flik 42J. Avrebbe conseguito nove vittorie durante il suo mandato con questo squadriglia. Avrebbe anche fatto amicizia con il sottotenente della riserva Franz Gräser, con il quale alla fine ha condiviso sette vittorie. Il 29 ottobre fu elogiato dai suoi superiori per il suo esemplare comandante interinale della sua squadriglia.
Fu quindi inviato al comando di un'unità da caccia, la Flik 61J il 28 dicembre 1917, risultando il primo tenente della riserva a farlo. Fu raggiunto dal suo amico, Franz Gräser, nel campo della Flik 61J a Motta di Livenza. Anche Strohschneider si trovò a comandare contemporaneamente una seconda squadriglia da caccia mentre il suo comandante Karl Nikitsch era malato. Sotto la guida di Strohschneider, la Flik 61J ha intrapreso un'ampia varietà di missioni. Volava intercettazioni da caccia, missioni caccia di scorta, mitragliamento alle trincee ed alle batterie di artiglieria, attaccava gli aeroporti nemici e le navi della marina anche in sortite notturne. Strohschneider è stato insignito dell'Ordine della Corona di Ferro, terza classe, con decorazioni di guerra e spade per le sue imprese.
Nella notte del 20 marzo 1918, Ernst Strohschneider decollò con il Phönix D.I s/n 228.36 per accompagnare una missione notturna di cinque aerei contro una posizione italiana a Zenson di Piave. Il suo ritorno nelle prime ore del mattino del 21 marzo si è concluso in un incidente fatale. Fu onorato postumo con la Croce di Cavaliere dell'Ordine di Leopoldo con Decorazione di Guerra e Spade.